# Francis Thuo Karanja
Francis Thuo Karanja (6 de abril de 1975) es un deportista keniano que compitió en atletismo adaptado. Ganó una medalla de plata en los Juegos Paralímpicos de Pekín 2008 en la prueba de 5000 m (clase T11).

## Palmarés internacional
| Juegos Paralímpicos | Juegos Paralímpicos | Juegos Paralímpicos | Juegos Paralímpicos |
| Año                 | Lugar               | Medalla             | Prueba              |
| ------------------- | ------------------- | ------------------- | ------------------- |
| 2008                | Pekín (China)       | Medalla de plata    | 5000 m T11          |